# The Return of the Giant Hogweed
The Return of the Giant Hogweed è un brano del gruppo progressive britannico Genesis, terza traccia dell'originario lato A contenuto nell'album Nursery Cryme, terzo album del gruppo in studio e distribuito per la prima volta nel 1971.

## Descrizione

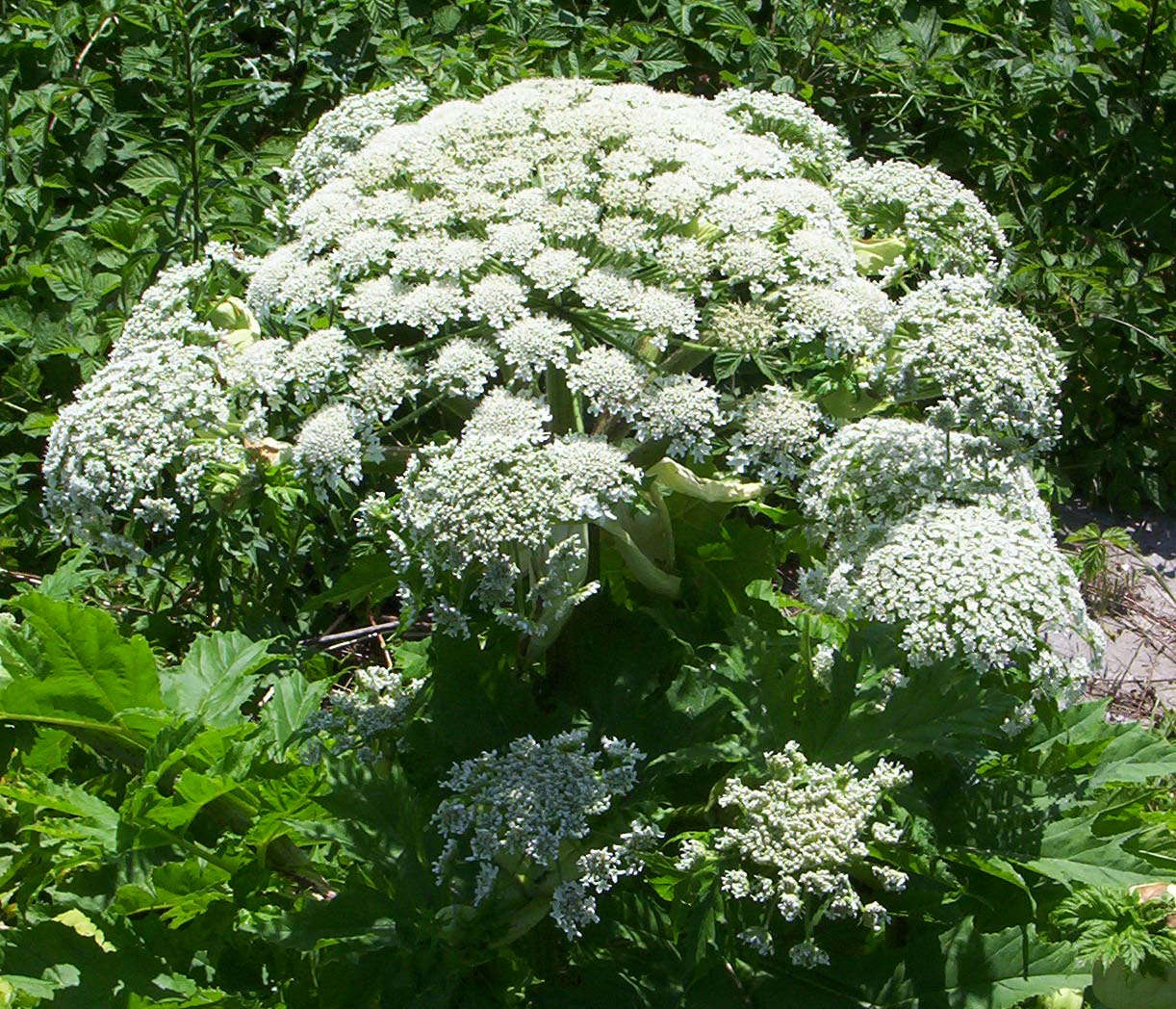
Un cespuglio di Heracleum mantegazzianum, la protagonista della storia citata nel brano e che è responsabile della distruzione della razza umana.

The Return of the Giant Hogweed è un lungo brano che lascia largo spazio alla tecnica dei musicisti. È ritenuto assieme a The Musical Box il primo esempio dell'uso, nel rock, della tecnica esecutiva detta tapping, già utilizzata in ambito folk e jazz, inaugurata qui da Steve Hackett (che, a suo dire, la riscoprì da solo) e sviluppata ampiamente da vari chitarristi rock in anni seguenti. Il testo è la storia surreale di una pianta erbacea originaria della Russia che, introdotta in Inghilterra da esploratori vittoriani per l'esposizione ai Giardini Reali Botanici di Kew, si vendica dell'esilio propagandosi a dismisura in tutto il Paese, fino ad ordire "un assalto, minacciando la razza umana".
La storia trae spunto da una specie botanica realmente esistente, l'Heracleum mantegazzianum (il testo del brano cita tale nomenclatura latina, sebbene con un errore: mantegazziani), pianta dagli effetti altamente urticanti sull'uomo la cui diffusione in Europa costituisce una minaccia per la biodiversità, specialmente in Inghilterra